# Kanton Saint-Brice-en-Coglès
Kanton Saint-Brice-en-Coglès (francouzsky Canton de Saint-Brice-en-Coglès) je francouzský kanton v departementu Ille-et-Vilaine v regionu Bretaň. Tvoří ho 11 obcí.

## Obce kantonu
- Baillé
- Le Châtellier
- Coglès
- Montours
- Saint-Brice-en-Coglès
- Saint-Étienne-en-Coglès
- Saint-Hilaire-des-Landes
- Saint-Germain-en-Coglès
- Saint-Marc-le-Blanc
- La Selle-en-Coglès
- Le Tiercent